# San Felipe del Agua
"'San Felipe del Agua"' es una agencia municipal perteneciente a Oaxaca de Juárez (municipio).
Es una zona de alta plusvalía ya que por su belleza y tranquilidad se ha vuelto referente en cuanto a los mejores lugares para vivir en la ciudad de Oaxaca de Juárez, incluso por personas de diferentes nacionalidades.
Dentro de los atractivos se encuentran las caminatas o rutas en bici en el Cerro San Felipe, donde existe variada vegetación, su río y varias cascadas.
Sus ríos y arroyos brindan el agua para gran parte de la ciudad. 
El Cerro San Felipe, es considerado el pulmón de Oaxaca y está cubierto, casi en su totalidad, de bosque virgen y aguas limpias.
Es una agencia muy tranquila donde, a pesar de su cercanía con el centro de la ciudad, aún se puede apreciar algunas personas originarias realizando sus actividades; como recolectar leña o hacer tortillas a mano.
Además, alberga el parque "Luis Donaldo Colosio" el cual cuenta con pista de atletismo, campo, canchas de fútbol, básquetbol, voleibol, aparatos para ejercitar músculos y juegos para niños.
La fiesta del lugar se realiza en el mes de mayo, con diversas actividades como la elección de una "reina", quien encabeza los festejos, se instalan juegos mecánicos y en el día de cierre se realiza un popular baile.
- Datos: Q6118702